# Passaporte (álbum)
Passaporte é o terceiro álbum de estúdio, da banda Novo Som lançado em 1992.
"Passaporte" foi um divisor de águas na carreira do Novo Som, que a partir deste disco, se tornou ainda mais popular em todo Brasil.
A versão em cd deste lançamento contava com 4 músicas bônus remasterizadas do álbum "Pra Você".[carece de fontes?]

## Faixas
(Todas as músicas por Lenilton, exceto onde anotado)
1. Passaporte - 03:58
2. Viver e Não Sonhar - 04:39
3. Celebrai - 03:36 (Ney)
4. Acredita  - 04:31
5. Dose Maior - 03:26 ( Ney e Lenilton)
6. Tu És Soberano - 03:11 (Alda Cavagnaro)
7. Elo de Amor - 04:42
8. Em Nome da Paz - 04:00

## Créditos
- Lead Vocal: Alex Gonzaga
- Teclados: Ney
- Guitarra: Natinho
- Baixo: Lenilton
- Bateria: Geraldo Abdo